# La vita è bella (film, 1943)
Pour les articles homonymes, voir La vita è bella.
Pour plus de détails, voir Fiche technique et Distribution.
La vita è bella est un film italien réalisé par Carlo Ludovico Bragaglia et sorti en 1943.

## Synopsis
Le comte Albert a perdu sa richesse dans un casino. Il voudrait se suicider mais est arrêté par un médecin qui lui propose un échange, une semaine pour vivre avec autant d'argent qu'il le souhaite et ensuite être un cobaye pour un nouveau médicament (en risquant la mort). Alberto accepte, mourir immédiatement ou une semaine plus tard ne lui fait ni chaud ni froid. Pendant la nuit, il rencontre Matteo, un vagabond. Ils font un bout de chemin ensemble et ils arrivent par hasard à la campagne chez deux sœurs : Virginia, l'aînée, est une artiste imaginative courtisée par le timide musicien Leone, tandis que Nadina, la cadette, est experte en agriculture et dirige la ferme toute seule.
Pendant la semaine, le comte apprend à apprécier la vie, mais en tant qu'homme d'honneur, il doit respecter son pacte et, à la date prévue, il se présente chez le médecin, où il est rejoint par Nadina, qui a été informée de tout par Matteo. Le médecin révèle alors qu'il n'y a pas d'expérience, qu'il s'agissait seulement d'une ruse pour faire comprendre au jeune homme que « la vita è bella ».

## Fiche technique
- Titre original italien : La vita è bella[1]
- Réalisateur : Carlo Ludovico Bragaglia
- Scénario : Carlo Ludovico Bragaglia, Aldo De Benedetti
- Photographie : Rodolfo Lombardi (en)
- Montage : Ines Donarelli
- Musique : Giovanni D'Anzi, Gino Filippini
- Décors : Gastone Medin
- Société de production : Fono Roma - Lux Film
- Pays de production :  Royaume d'Italie
- Langue originale : italien
- Format : Noir et blanc - 1,37:1 - Son mono - 35 mm
- Durée : 76 minutes
- Genre : Comédie
- Dates de sortie :
  - Royaume d'Italie : 26 mai 1943

## Distribution
- Alberto Rabagliati : Alberto Morandi
- María Mercader : Nadina
- Anna Magnani : Virginie
- Carlo Campanini : Leone
- Gualtiero Tumiati : Luca Lucedius
- Arturo Bragaglia : le commissaire
- Virgilio Riento : Matteo Boccaloni
- Gildo Bocci : le facteur